# Diseño de sistemas
El diseño de sistemas es el proceso de definición de la arquitectura, módulos, interfaces y datos de un sistema para satisfacer unos requisitos previamente especificados. El diseño de sistemas podría verse como la aplicación de teoría de sistemas al desarrollo de un nuevo producto. Existe cierta superposición con las disciplinas de análisis de sistemas, arquitectura de sistemas e ingeniería de sistemas.

## Visión general
Si el tema más amplio del desarrollo de un producto "combina la perspectiva del marketing, el diseño y la fabricación en un único enfoque para el desarrollo de productos,"  entonces el diseño es el acto de usar la información del marketing y crear el diseño del producto para ser posteriormente fabricado. El diseño de sistemas es, por tanto, el proceso de definir y desarrollar sistemas para satisfacer requisitos especificados por el usuario.
Hasta los años 90, el diseño de sistemas tuvo una función crucial y respetada en la industria de procesamiento de datos. En los 90, la normalización del hardware y el software resultó en la capacidad de construir sistemas modulares. La creciente importancia del software que se ejecuta en plataformas genéricas ha realzado la disciplina de ingeniería de software.

### Diseño arquitectónico
El diseño arquitectónico de un sistema enfatiza el diseño de la arquitectura del sistema que describe la estructura, el comportamiento y más vistas de ese sistema y análisis.

### Diseño lógico
El diseño lógico de un sistema se refiere a una representación abstracta del flujo de datos, entradas y salidas del sistema. Esto se lleva a cabo a menudo a través de la modelización, utilizando un modelo muy abstracto (y a veces gráfico) del sistema real. En el contexto de los sistemas, los diseños son incluidos. El diseño lógico incluye diagramas de entidad-relación.

### Diseño físico
El diseño físico se relaciona con los procesos de entrada y salida reales del sistema. Esto está explicado en términos de cómo se introducen los datos a un sistema, cómo son verificados o autenticados, cómo son procesados y cómo se acaban mostrando.
1. Requisito de entrada,
2. Requisitos de salida,
3. Requisitos de almacenamiento,
4. Requisitos de procesamiento,

En otras palabras, la parte física del diseño de un sistema generalmente se puede dividir en tres subtareas:
1. Diseño de la Interfaz del Usuario
2. Diseño de los Datos
3. Diseño del proceso

El Diseño de Interfaz del Usuario se preocupa por la manera en la que los usuarios añaden información al sistema y la forma en la que el sistema presenta la información a estos. El Diseño de los Datos se centra en cómo el dato está representado y almacenado dentro del sistema. Finalmente, el Diseño del Proceso se ocupa de la forma en la que los datos son manejados en el sistema, y de cómo y dónde se validan, aseguran y/o transforman a medida que fluyen dentro, a través y fuera del sistema. Al final de la fase de diseño del sistema, se produce la documentación que describe las tres subtareas y se pone a su disposición para su uso en la siguiente fase.
El diseño físico, en este contexto, no se refiere al diseño físico tangible de un sistema de información. Utilizando una analogía, el diseño físico de un ordenador personal implica la entrada a través de un teclado, el procesamiento dentro de la CPU, y su correspondiente salida a través de un monitor, impresora, etc. No se trataría del diseño real del hardware tangible, que en el caso de un PC sería un monitor, CPU, placa base, disco duro, módems, tarjetas gráficas, ranuras de USB, etc.
Implica un diseño detallado de un usuario y un procesador de estructura de base de datos de productos y un procesador de control. La especificación personal H/S se desarrolla para el sistema propuesto.

## Disciplinas relacionadas
- Benchmarking – es el esfuerzo por evaluar cómo funcionan los actuales sistemas
- Programación y depuración en el mundo del software, o diseño detallado en el consumidor, empresa o comercial mundial - especifica los componentes de sistema finales.
- Diseño – los diseñadores producirán uno o más modelos de cómo ellos ven un sistema eventualmente, con ideas de la sección de análisis utilizadas o descartadas. Se producirá un documento con una descripción del sistema, pero sin concretar – podrían decir 'pantalla táctil' o 'interfaz gráfica de usuario del sistema operativo', pero no mencionar las marcas en concreto;
- Análisis de requisitos – analiza las necesidades de los usuarios finales o clientes
- Arquitectura de sistemas – crea un cianotipo para el diseño con la estructura necesaria y especificaciones de comportamiento para el hardware, software, personas y recursos de datos. En muchos casos, las arquitecturas múltiples se evalúan antes de que una se seleccione.
- Pruebas del sistema – evalúa la funcionalidad real del sistema en relación con la funcionalidad esperada o pretendida, incluyendo todos los aspectos de integración.

## Metodologías de diseño alternativo

### Desarrollo de aplicación rápida (DAR)
El Desarrollo de aplicaciones rápidas (DAR) es una metodología en la que un diseñador de un sistema produce prototipos de productos para un usuario final. El usuario final revisa el prototipo y ofrece comentarios sobre su idoneidad. Este proceso se repite hasta que este usuario está satisfecho con el sistema final.

### Diseño de aplicación conjunto (DAC)
El Diseño de aplicación conjunto (DAC) es una metodología qué evolucionó de DAR, en la que un diseñador de un sistema consulta con un grupo que consta de las siguientes partes:
- Patrocinador ejecutivo
- Diseñador del sistema
- Directores del sistema

DAC Implica un número de etapas, en las que el grupo llega a un acuerdo para desarrollar en conjunto el diseño e implementación del sistema.